# براودستیرز
براودستیرز (به انگلیسی: Broadstairs) یک شهرک در بریتانیا است که در کنت (انگلستان) واقع شده‌است. براودستیرز ۲۴٬۹۰۳ نفر جمعیت دارد.

## خواهرخوانده
شهر Wattignies خواهرخواندهٔ براودستیرز هست.